# 回流 (實驗裝置)
回流（英語：Reflux）是一种实验操作，用于液态反应体系。有时反应物或溶剂沸点较低，为了不使物料过快气化而损失，通常在反应容器（常为圆底烧瓶）上方安装冷凝管，这样反应物或溶剂蒸气将遇冷回流入反应容器内。通常在加热时还会加入沸石或使用磁力搅拌加热器搅拌，以防暴沸。